# آبشار پیرامید کریک
آبشار پیرامید کریک (به انگلیسی: Pyramid Creek Falls) آبشاری است که در بریتیش کلمبیا، کانادا واقع شده و ارتفاع کلی ریزشگاه آن ۳۰۰ فوت (۹۱ متر) است.